# 테 도이 라 비다
《테 도이 라 비다》(스페인어: Te doy la vida)는 2016년 방영된 칠레의 텔레노벨라이다.